# Sinan-pašova mešita (Kačanik)
Sinan-pašova mešita (albánsky Xhamia e Sinan Pashës, srbsky Синан-пашина џамија/Sinan-pašina džamija) se nachází v historickém centru města Kačanik v jižním Kosovu. Vybudována byla roku 1594. Nechal ji vybudovat budínský správce a velký vezír Sinan Paša ve stejné době, kdy byla budována kačanická pevnost. 
Mešita je od roku 1966 chráněnou kulturní památkou. V roce 1974 byla rekonstruována. Na počátku 21. století byl stav památky neuspokojivý, k porušení zdiva dochází především u minaretu.